# チームタイムトライアル・アイントホーフェン
チームタイムトライアル・アイントホーフェン (Team Time Trial Eindhoven) とは、2005年のUCIプロツアー開始に伴い新設された自転車プロロードレース。オランダのアイントホーフェンを舞台に行われる。個人成績を争うのではなく、チームによるタイムトライアル勝負なのが特徴。
グランツール主催者グループの、UCIプロツアー離脱騒動の煽りを受ける形で、アイントホーフェン市が当レースからの撤退を申し入れたところ、国際自転車競技連合(UCI)もこれを了承したため、2007年限りで廃止となった。

## 歴代優勝チーム
| 年   | 優勝チーム         | 国         |
| ---- | ------------------ | ---------- |
| 2007 | チームCSC          | デンマーク |
| 2006 | チームCSC          | デンマーク |
| 2005 | ゲロルシュタイナー | ドイツ     |